# Grondwater

Reistijden van grondwater in de bodem

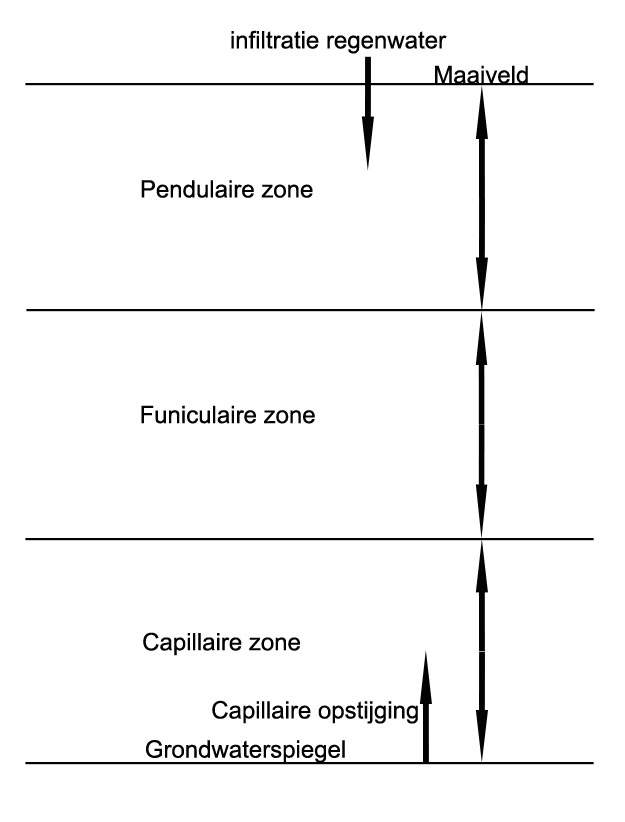
De capillaire, funiculaire en pendulaire zone boven het freatisch vlak.

Grondwater is al het water dat zich in de ondergrond, in bodems en gesteenten bevindt. Meestal is dit water afkomstig van neerslag, nadat het op de oppervlakte is beland infiltreert het direct of indirect (na zich eerst in meren of rivieren te hebben bevonden). Grondwater afkomstig van neerslag wordt meteorisch water genoemd. Andere bronnen van grondwater zijn het vrijkomen van water bij metamorfe reacties in de diepere delen van de aardkorst of het vrijkomen van water bij het omhoogkomen van magma.

## Verzadiging van een bodem en stijghoogte
Regen- of oppervlaktewater dringt de grond in (infiltreert) tot het een niet-doorlatende laag bereikt. Boven deze laag raakt de grond verzadigd; de "verzadigde zone". De hoogte tot waar deze verzadiging optreedt is het grondwaterpeil of het freatisch vlak.
De druk in grondwater wordt de stijghoogte genoemd en gemeten in lengte-eenheden (m of cm). In freatisch water is de stijghoogte het niveau van het freatisch vlak: het grondwaterpeil wordt alleen door de stijghoogte bepaald. Als een watervoerende laag (een aquifer) overdekt is door een niet-doorlatende laag (een aquitard) kan het waterpeil zich niet vrij instellen en spreekt men van artesisch water. Het grondwaterpeil in deze situatie is normaal gesproken de top van de watervoerende laag. Waar de niet-doorlatende laag en daarmee ook het grondwaterpeil, aan de oppervlakte komen, ontstaat kwel.
Grondwater zal, afhankelijk van de grondsoort, door capillaire werking van de bodem omhoog gezogen worden boven het freatisch vlak; men spreekt dan ook van capillair grondwater. Boven de capillaire zone kan het grondwater nog plaatselijk door cohesie in 'draadjes' aanwezig zijn als funiculair grondwater. Boven de capillaire zone kan zich nog zogenaamd hangwater of pendulair grondwater bevinden, waar neerslagwater adhesief aan gronddeeltjes kleeft.
Door plaatselijk aanwezige veen, klei- of leemlagen kan de grondwaterspiegel een afwijkend beeld vertonen. Kaarten waarop 'hoogtelijnen' (stijghoogten) van grondwater zijn aangegeven zijn isohypsenkaarten.
De bodem kan opgebouwd zijn uit meerdere watervoerende lagen (pakketten) die niet met elkaar in verbinding staan. Doordat een dieper gelegen watervoerend pakket gevoed kan worden door regenwater uit een ander, hoger gelegen gebied, kan de hydrostatische druk in het diepere pakket (veel) hoger zijn dan in het bovenliggende pakket. Als deze diepere laag wordt aangeboord zal er "spontaan" water uit het boorgat stromen en men spreekt dan van een artesische put. Deze situatie doet zich in Nederland voor in gesloten watervoerende lagen in de Gelderse Vallei die gevoed worden door water vanaf de hoger gelegen Utrechtse Heuvelrug en de Veluwe.

## Grondwaterstroming

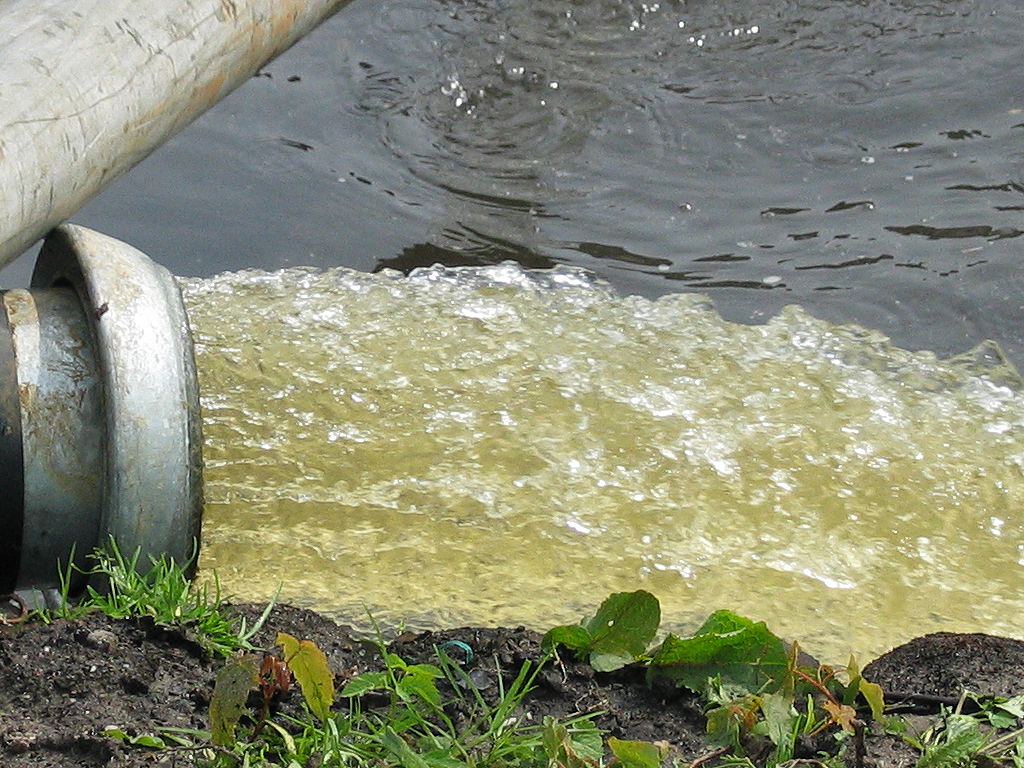
Opgepompt grondwater in Amsterdam

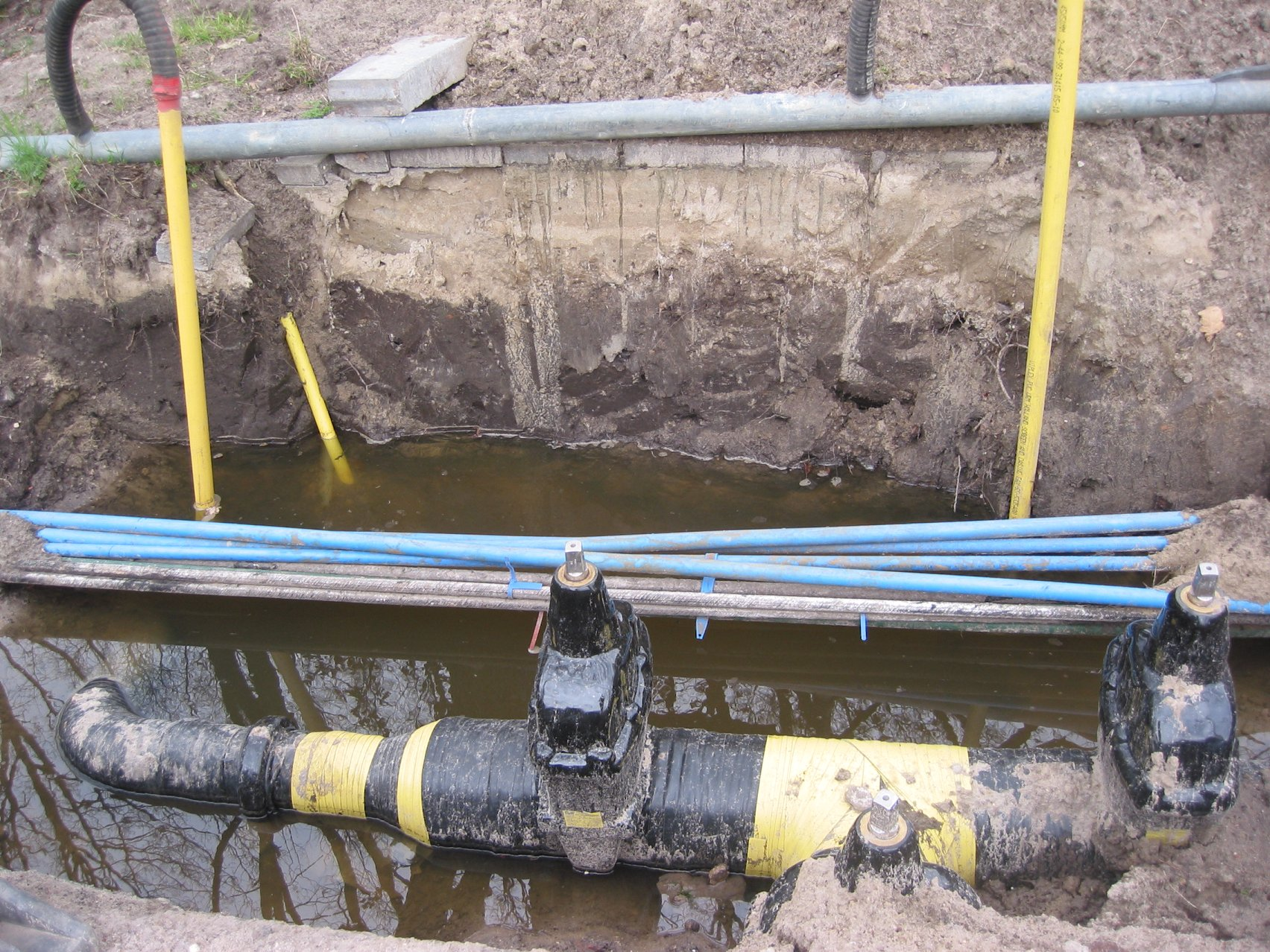
Leidingen in grondwater met bronbemaling

Stroming in grondwater wordt veroorzaakt door verschillen in druk. Grondwater stroomt daarbij van punten met een hoge stijghoogte naar punten met een lage stijghoogte. De stroming in verzadigde grondwaterlagen wordt beschreven door de Wet van Darcy. Bij artesisch grondwater is de helling van de afdichtende laag (aquitard) niet noodzakelijk gelinkt aan de helling van de stijghoogte in de grondwaterlaag. De richting van de grondwaterstroming is ook in dat geval van een hoge naar lage stijghoogte.
Tijdens het stromen komt het grondwater in aanraking met allerlei stoffen, die kunnen uitlogen en oplossen in het water. Daardoor ontstaan er grotten in kalksteen, zoals in Han-sur-Lesse. Op veel plaatsen in Nederland bevat het grondwater als gevolg van uitloging onder andere arseen.
Grondwaterstroming door verontreinigde grond kan horizontale en verticale verspreiding van de verontreiniging veroorzaken, in een pluim tot vaak ver buiten de plaats van de grondverontreiniging. In binnenstedelijke gebieden waar in het verleden op verschillende plekken bodemverontreiniging is ontstaan, zijn er meerdere pluimen te herkennen die elkaar in sterke mate kunnen overlappen. Zo kan er in binnenstedelijk gebied sprake zijn van een aaneenschakeling van grondwaterverontreinigingen.

## Grondwaterstand
Water dat zich niet in de bodem, maar in sloten, kanalen en meren aan de oppervlakte bevindt, is oppervlaktewater. In droge perioden of bij onttrekking door bijvoorbeeld waterwinning zal bij een constant oppervlaktewaterniveau het water infiltreren in de bodem. Er is dan sprake van oevergrondwater.
Door verlaging van de grondwaterstand, bijvoorbeeld door grondwaterwinning voor drinkwater of voor industrie, kan verdroging optreden en daarmee schade aan gewassen. Ook kan er verzakking optreden doordat de korreldruk in de bodem groter wordt (omdat de waterdruk afneemt) en veenlagen kunnen door oxidatie in dikte afnemen. Door grondwaterstandsverlaging kunnen ook (paal)funderingen van gebouwen verzakken doordat de houten palen gaan rotten of omdat de negatieve kleef toeneemt.

### Grondwateroverlast
Een te hoge grondwaterstand kan problemen opleveren zoals:
- Beschadiging van verhardingen en funderingen bij vorst (door uitzetten van het water bij bevriezing wordt de bovengrond opgedrukt).
- Water in kruipruimtes en (ongewenste) schimmels in panden als gevolg van vocht.

Hierbij wordt het grondwater vaak als oorzaak gezien, maar in theorie ligt de oorzaak vaak bij een technisch gebrek. Bij schade aan wegen of funderingen is vaak sprake van een te kleine drooglegging waardoor de fundering van het pand of de weg in het grondwater ligt. Pas bij een extreem hoge (en onvoorziene) grondwaterstand is grondwater de hoofdoorzaak.
Bij panden is het zo dat zij volgens het bouwbesluit zo gebouwd zijn dat het binnendringen van vocht niet mogelijk is.
In Nederlands Zuid-Limburg zorgt stijgend grondwater voor overlast. Ten tijde van de steenkoolmijnbouw werd grondwater op grote schaal met pompen weggepompt. Midden jaren negentig zijn die pompen uitgeschakeld met als gevolg dat het grondwater weer terug gaat naar het oorspronkelijke niveau. Hierdoor ontstaat schade aan gebouwen door de verschillende snelheden waarmee delen van de ondergrond stijgen door de waterdruk.

### Rioolvervanging
Oude riolen hebben vaak de neiging om te lekken en daardoor te werken als drainage. Dit belast de rioolwaterzuivering onnodig doordat het water niet gezuiverd hoeft te worden. Bij vervanging van het riool herstelt de grondwaterstand zich tot de oorspronkelijke situatie.
In deze situatie kunnen gebruikers van panden grondwateroverlast ervaren doordat in hun ogen de grondwaterstand gestegen is en schade of overlast oplevert. De werkelijkheid is echter dat de oorspronkelijke grondwaterstand hersteld is maar de panden door veroudering van materialen niet meer vochtdicht zijn. De panden hebben jarenlang droog gestaan waardoor het gebrek aan vochtdichtheid onopgemerkt bleef.

### Grondwateronderlast
Bestaande houten funderingen hebben een minimale grondwaterdekking van 10 cm nodig, de normale grondwaterdekking hoort 20–30 cm te zijn. Voor nieuwbouw en paalkopverlaging houdt men een grondwaterdekking aan van 50 cm.
Als het grondwater te laag staat, kunnen de houten palen gaan rotten en kan een pand verzakken. Dit soort situaties wordt ook wel grondwateronderlast (als tegenstelling van overlast) genoemd.

## Verantwoordelijkheden in Nederland
Met de inwerkingtreding van de Waterwet zijn veel verantwoordelijkheden ten aanzien van grondwater overgegaan van de provincie naar het waterschap. Voor onttrekking van grondwater moet in de meeste gevallen een vergunning aangevraagd worden of een melding gedaan worden bij het waterschap. Voor grote onttrekkingen, bijvoorbeeld voor drinkwateronttrekking blijft de provincie bevoegd gezag.

### Gemeentelijke zorgplicht
Gemeenten hebben vanuit de Waterwet een zorgplicht voor het voorkomen van structureel nadelige gevolgen van grondwater. Deze zorgplicht biedt de gemeente een vrij grote mate van beleidsvrijheid. De zorgplicht kent een aantal specifieke hoofdpunten:
- Het gaat alleen om het openbaar gebied
- Het gaat alleen om structureel nadelige gevolgen. De wet beschrijft niet wanneer er sprake is van een structurele situatie en wat als "nadelige gevolgen" bestempeld wordt.
- De zorgplicht beperkt zich tot de aan de grond gegeven bestemming.
- De zorgplicht beperkt de verplichting om maatregelen te treffen tot maatregelen die doelmatig zijn. De wet beschrijft eveneens niet wat wel of niet doelmatig is.
- De zorgplicht beperkt zich tot alle zaken die niet onder verantwoordelijkheid van provincie of waterschap vallen.

| Wet(boek)    | Waterwet |
| Artikel      | 3.6 |
| Omschrijving | 1. De gemeenteraad en het college van burgemeester en wethouders dragen zorg voor het in het openbaar gemeentelijke gebied treffen van maatregelen teneinde structureel nadelige gevolgen van de grondwaterstand voor de aan de grond gegeven bestemming zo veel mogelijk te voorkomen of te beperken, voor zover het treffen van die maatregelen doelmatig is en niet tot de zorg van het waterschap of de provincie behoort. 2. De maatregelen, bedoeld in het eerste lid, omvatten mede de verwerking van het ingezamelde grondwater, waaronder in ieder geval worden begrepen de berging, het transport, de nuttige toepassing en het, al dan niet na zuivering, op of in de bodem of in het oppervlaktewater brengen van ingezameld grondwater, en het afvoeren naar een zuiveringtechnisch werk. |

### Verantwoordelijkheid van de perceeleigenaar
De wetgeving gaat uit van een grote mate van verantwoordelijkheid van de perceeleigenaar. De eigenaar van een perceel (al dan niet met bebouwing) is verantwoordelijk voor de grondwaterstand in zijn perceel voor zover niet direct veroorzaakt door of vanaf een naastgelegen perceel. Dit betekent dat de eigenaar zelf maatregelen moet treffen. Daarnaast is de eigenaar verantwoordelijk voor de bouwkundige staat van eventuele bebouwing op het perceel. Bij dit laatste beperkt de bouwregelgeving zich tot verblijfsruimten, hetgeen bijvoorbeeld betekent dat een droge kruipruimte geen vereiste is. Als de eigenaar een droge kruipruimte wil hebben dan moet hij daar zelf voor zorgen.
De afvoer van overtollig grondwater vanaf particuliere percelen kan door gemeenten overgenomen worden vanaf de grens tussen particuliere en openbare percelen. Deze keuze is echter aan de gemeente.

## Situatie in België
Door de vierde staatshervorming is het waterbeheer in België op 30 juli 1993 een gewestelijke bevoegdheid geworden (artikel 6, § 1, II BWHI).
Grondwaterwinning kent een stijgende trend, die in verband wordt gebracht met de beperkingen op leidingwater als gevolg van toenemende droogte. In het Vlaams gewest hebben particulieren geen toelating nodig om een grondwaterput te boren, voor zover ze jaarlijks niet meer dan 500 m³ water oppompen. Steeds geldt wel een meldingsplicht aan de Vlaamse Milieumaatschappij. Bedrijven en landbouwers onttrekken grondwater uit diepere lagen, waaruit ook drinkwater wordt gewonnen. Geschat wordt dat ongeveer 20% van deze winning illegaal gebeurt.
Uit het Europees onderzoek Under the Surface in 2024 bleek echter de situatie van meerdere dieperliggende grondwaterreservoirs of waterlichamen in de Belgische bodem problematisch, meer bepaald onder Oost- en West-Vlaanderen, de Noorderkempen en Noord-Limburg, en onder het Waals industrieel bekken, op de as Bergen-Charleroi-Luik.>

## Bronbemaling
Bronbemaling is een proces waarbij grondwater wordt opgepompt. Dit is nodig om de stabiliteit van dijken en taluds te verhogen, gewoon om grondwater op te pompen, of om het waterpeil in de bodem van de bouwput zodanig te verlagen dat droog gewerkt kan worden o.a. bij het leggen van leidingen, rioleringsbuizen, het bouwen van kelders, ondergrondse parkeergarages enz.

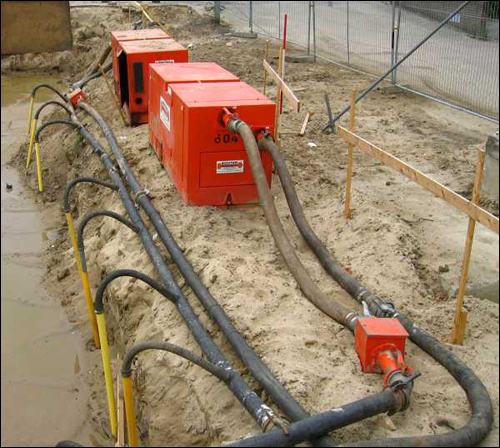
bemaling